# Квинт Юний Фаустин
Квинт Юний Фаустин (на латински: Quintus Iunius Faustinus) e политик и сенатор на Римската империя през началото на 3 век.
През 204 – 207 или 205 – 208 г. той е управител на провинция Долна Мизия.